# Dohrniphora didyma
Dohrniphora didyma är en tvåvingeart som beskrevs av Brown och Giar-Ann Kung 2007. Dohrniphora didyma ingår i släktet Dohrniphora och familjen puckelflugor. Inga underarter finns listade i Catalogue of Life.